# Бибилашвили, Николоз Анзорович
Николоз Анзорович Бибилашвили (род. 27 июня 1975) — грузинский самбист и дзюдоист, бронзовый призёр первенства мира среди юниоров по самбо 1999 года, чемпион Грузии по дзюдо 2001 года, победитель и призёр международных турниров по дзюдо, чемпион (2000) и бронзовый призёр чемпионатов Европы по самбо, бронзовый призёр розыгрыша Кубка мира по самбо 1998 года, бронзовый призёр чемпионатов мира по самбо 1998, 1999, 2000 и 2001 годов, мастер спорта Грузии международного класса. Выступал во второй полусредней (до 74) и первой средней (до 82 кг) весовых категориях. Был тренером по дзюдо в московских спортивных клубах «Запад» и «Синергия».